# Sestava Československé hokejové reprezentace na ME 1922
Na turnaj opět nedorazila řada týmů, protože byla vyžadována účast hokejistů se státní příslušností k zemi, kterou reprezentovali. Vůči předchozímu roku se tak navíc zúčastnili turnaje pouze hokejisté domácího Švýcarska. Těm se však před vlastním publikem vůbec nedařilo a o titul tedy hráli českoslovenští hráči opět s hokejisty Švédska. Československá reprezentace obhájce titulu porazila po jasné převaze pouze těsně, když vítěznou branku vstřelil Káďa.

## Tabulka
| Medaile | Mužstvo        |
| ------- | -------------- |
| Zlato   | Československo |
| Stříbro | Švédsko        |
| Bronz   | Švýcarsko      |

## Sestava
- Jaroslav Pospíšil
- Jaroslav Řezáč
- Otakar Vindyš
- Karel Hartmann
- Miloslav Fleischmann
- Jaroslav Jirkovský
- Jaroslav Hamáček
- Karel Pešek-Káďa
- Valentin Loos
- Josef Šroubek
- Josef Maleček

Trenérem tohoto výběru byl
| Sestava Československé hokejové reprezentace na ME                  | Sestava Československé hokejové reprezentace na ME           | Sestava Československé hokejové reprezentace na ME                |
| ------------------------------------------------------------------- | ------------------------------------------------------------ | ----------------------------------------------------------------- |
| Předchůdce: Sestava Československé hokejové reprezentace na ME 1921 | 1922 Sestava Československé hokejové reprezentace na ME 1922 | Nástupce: Sestava Československé hokejové reprezentace na ME 1923 |